# From the Flames
From the Flames è un cortometraggio muto del 1914 diretto e interpretato da Carroll Fleming, qui in una delle sue rare prove d'attore. Prodotto dalla Thanhouser e distribuito dalla Mutual, il film aveva come altri interpreti Arthur Bauer, J. Morris Foster, Mignon Anderson, Sidney Bracey, Carey L. Hastings, Ed Brady, Billy Noel, Charles Horan.

## Produzione
Il film fu prodotto dalla Thanhouser Film Corporation.

## Distribuzione
Distribuito negli Stati Uniti dalla Mutual, il film - un cortometraggio in due bobine - uscì nelle sale cinematografiche il 28 aprile 1914.